# Celtic Football Club 2023-2024
Questa voce raccoglie le informazioni riguardanti il Celtic Football Club nelle competizioni ufficiali della stagione 2023-2024.

## Maglie e sponsor
Lo sponsor tecnico, per la stagione 2023-2024 è stato Adidas. Dafabet è rimasto lo sponsor ufficiale anteriore, mentre sulla parte posteriore è stata confermata la sponsorizzazione con Magners.
| Casa | Trasferta | Terza divisa |

## Organigramma societario
Area direttiva
- Presidente: Peter Lawwell
- Amministratore delegato: Michael Nicholson
- Responsabile finanziario: Christopher McKay
- Segretario: Chris Duffy

Area tecnica
- Direttore sportivo della sezione calcistica: Glen Driscoll
- Allenatore: Brendan Rodgers
- Allenatore in seconda: John Kennedy
- Assistente tecnico: Harry Kewell, Gavin Strachan
- Allenatore dei portieri: Stevie Woods
- Preparatore atletico: Jack Nayler, John Currie

Area marketing
- Direttore economico: Brian Meehan

Area sanitaria
- Medico sociale: Ian Sharpe
- Fisioterapisti: Jennifer Graham, Davie McGovern, Tim Williamson
- Nutrizionista: Rob Naughton

## Rosa
| N. |                          | Ruolo | Calciatore             |
| -- | ------------------------ | ----- | ---------------------- |
| 1  | Inghilterra (bandiera)   | P     | Joe Hart               |
| 2  | Canada (bandiera)        | D     | Alistair Johnston      |
| 3  | Scozia (bandiera)        | D     | Greg Taylor            |
| 4  | Svezia (bandiera)        | D     | Gustaf Lagerbielke     |
| 5  | Irlanda (bandiera)       | D     | Liam Scales            |
| 7  | Honduras (bandiera)      | A     | Luis Palma             |
| 8  | Giappone (bandiera)      | A     | Kyōgo Furuhashi        |
| 9  | Irlanda (bandiera)       | A     | Adam Idah              |
| 10 | Germania (bandiera)      | A     | Nicolas Kühn           |
| 11 | Israele (bandiera)       | A     | Liel Abada             |
| 13 | Corea del Sud (bandiera) | A     | Yang Hyun-jun          |
| 15 | Norvegia (bandiera)      | C     | Odin Thiago Holm       |
| 16 | Irlanda (bandiera)       | C     | James McCarthy         |
| 17 | Polonia (bandiera)       | D     | Maik Nawrocki          |
| 18 | Giappone (bandiera)      | D     | Yūki Kobayashi         |
| 19 | Corea del Sud (bandiera) | A     | Oh Hyeon-gyu           |
| 20 | Stati Uniti (bandiera)   | D     | Cameron Carter-Vickers |
| 24 | Giappone (bandiera)      | A     | Tomoki Iwata           |
| 28 | Portogallo (bandiera)    | C     | Paulo Bernardo         |

| N. |                        | Ruolo | Calciatore                 |
| -- | ---------------------- | ----- | -------------------------- |
| 29 | Scozia (bandiera)      | P     | Scott Bain                 |
| 31 | Svizzera (bandiera)    | P     | Benjamin Siegrist          |
| 33 | Danimarca (bandiera)   | C     | Matt O'Riley               |
| 38 | Giappone (bandiera)    | A     | Daizen Maeda               |
| 39 | Irlanda (bandiera)     | C     | Rocco Vata                 |
| 41 | Giappone (bandiera)    | C     | Reo Hatate                 |
| 42 | Scozia (bandiera)      | C     | Callum McGregor (capitano) |
| 48 | Scozia (bandiera)      | C     | Daniel Kelly               |
| 49 | Scozia (bandiera)      | C     | James Forrest              |
| 56 | Scozia (bandiera)      | D     | Anthony Ralston            |
| 57 | Scozia (bandiera)      | D     | Stephen Welsh              |
| 4  | Svezia (bandiera)      | D     | Carl Starfelt              |
| 6  | Inghilterra (bandiera) | D     | Nathaniel Phillips         |
| 9  | Montenegro (bandiera)  | A     | Sead Hakšabanović          |
| 14 | Scozia (bandiera)      | C     | David Turnbull             |
| 23 | Australia (bandiera)   | A     | Marco Tilio                |
| 25 | Argentina (bandiera)   | D     | Alexandro Bernabei         |
| 90 | Irlanda (bandiera)     | A     | Mikey Johnston             |

## Calciomercato

### Sessione estiva
| Acquisti         | Acquisti           | Acquisti          | Acquisti                        |
| R.               | Nome               | da                | Modalità                        |
| ---------------- | ------------------ | ----------------- | ------------------------------- |
| D                | Maik Nawrocki      | Legia Varsavia    | definitivo (5 milioni €)        |
| A                | Luis Palma         | Arīs Salonicco    | definitivo (4,75 milioni €)     |
| D                | Gustaf Lagerbielke | Elfsborg          | definitivo (3,4 milioni €)      |
| C                | Odin Thiago Holm   | Vålerenga         | definitivo (3 milioni €)        |
| A                | Yang Hyun-jung     | Gangwon           | definitivo (2,5 milioni €)      |
| A                | Marco Tilio        | Melbourne City    | definitivo (1,75 milioni €)     |
| C                | Kwon Hyeok-kyu     | Busan IPark       | definitivo (1 milione €)        |
| D                | Nathaniel Phillips | Liverpool         | prestito                        |
| C                | Paulo Bernardo     | Benfica           | prestito con opzione d'acquisto |
| Altre operazioni |                    |                   |                                 |
| R.               | Nome               | da                | Modalità                        |
| C                | Tomoki Iwata       | Yokohama Marinos  | definitivo (960 mila €)         |
| P                | Vasilios Barkas    | Utrecht           | fine prestito                   |
| A                | Albian Ajeti       | Sturm Graz        | fine prestito                   |
| A                | Mikey Johnston     | Vitória Guimarães | fine prestito                   |
| D                | Osaze Urhoghide    | Oostende KM       | fine prestito                   |
| D                | Adam Montgomery    | Fleetwood Town    | fine prestito                   |

| Cessioni         | Cessioni          | Cessioni         | Cessioni                    |
| R.               | Nome              | a                | Modalità                    |
| ---------------- | ----------------- | ---------------- | --------------------------- |
| A                | Jota              | Al-Ittihad       | definitiva (29,1 milioni €) |
| D                | Carl Starfelt     | Celta Vigo       | definitiva (5 milioni €)    |
| C                | Aaron Mooy        | ritiro           |                             |
| A                | Sead Hakšabanović | Stoke City       | prestito                    |
| C                | Ismaila Soro\|    | svincolato       |                             |
| Altre operazioni |                   |                  |                             |
| R.               | Nome              | a                | Modalità                    |
| A                | Albian Ajeti      | Gaziantep        | definitiva (585 mila €)     |
| C                | Tomoki Iwata      | Yokohama Marinos | fine prestito               |
| P                | Conor Hazard      | Plymouth         | definitiva (175 mila €)     |
| D                | Osaze Urhoghide   | Amiens           | definitiva                  |
| C                | Liam Shaw         | Wigan            | prestito                    |
| D                | Adam Montgomery   | Fleetwood Town   | rinnovo prestito            |
| P                | Vasilios Barkas   | svincolato       |                             |

### Sessione invernale
| Acquisti         | Acquisti        | Acquisti        | Acquisti                   |
| R.               | Nome            | da              | Modalità                   |
| ---------------- | --------------- | --------------- | -------------------------- |
| A                | Nicolas Kühn    | Rapid Vienna    | definitivo (3,5 milioni €) |
| A                | Adam Idah       | Norwich City    | prestito                   |
| Altre operazioni |                 |                 |                            |
| R.               | Nome            | da              | Modalità                   |
| C                | Yōsuke Ideguchi | Avispa Fukuoka  | fine prestito              |
| D                | Adam Montgomery | Fleetwood Town  | fine prestito              |
| A                | Johnny Kenny    | Shamrock Rovers | fine prestito              |

| Cessioni         | Cessioni           | Cessioni       | Cessioni                    |
| R.               | Nome               | a              | Modalità                    |
| ---------------- | ------------------ | -------------- | --------------------------- |
| C                | David Turnbull     | Cardiff City   | definitiva (2,33 milioni €) |
| D                | Nathaniel Phillips | Liverpool      | fine prestito               |
| A                | Marco Tilio        | Melbourne City | prestito                    |
| A                | Mikey Johnston     | West Bromwich  | prestito                    |
| D                | Alexandro Bernabei | Internacional  | prestito                    |
| Altre operazioni |                    |                |                             |
| R.               | Nome               | da             | Modalità                    |
| C                | Yōsuke Ideguchi    | Vissel Kōbe    | ?                           |
| C                | Kwon Hyeok-kyu     | St. Mirren     | prestito                    |
| D                | Adam Montgomery    | Motherwell     | prestito                    |

## Risultati

### Scottish Premiership

#### Stagione regolare
| Arbitro: | Walsh |

|                                                    |           |                       |
| Turnbull 17’ (rig.), 42’ Furuhashi 26’ O'Riley 73’ | Marcatori | 59’ White 90+5’ Brown |

| Arbitro: | Clancy |

|             |           |                                     |
| Miovski 25’ | Marcatori | 11’ Abada 29’ Furuhashi 84’ O'Riley |

| Glasgow 26 agosto 2023, ore 15:00 BST 3ª giornata | Celtic    | 0 – 0 referto | St. Johnstone | Celtic Park (58 600 spett.)\| Arbitro: \| MacDermid \| |
| Arbitro:                                          | MacDermid |               |               |                                                        |

| Arbitro: | Robertson |

|  |           |                 |
|  | Marcatori | 45+2’ Furuhashi |

| Arbitro: | Irvine |

|                                               |           |  |
| Turnbull 51’ (rig.) Furuhashi 63’ O'Riley 67’ | Marcatori |  |

| Arbitro: | Beaton |

|  |           |                                    |
|  | Marcatori | 14’ Hatate 48’ O'Riley 90+5’ Maeda |

| Arbitro: | Collum |

|               |           |                         |
| Spittal 90+5’ | Marcatori | 87’ Palma 90+7’ O'Riley |

| Arbitro: | MacDermid |

|                                 |           |            |
| Hatate 22’ Palma 33’ Taylor 82’ | Marcatori | 72’ Watson |

| Arbitro: | Walsh |

|               |           |                                              |
| Shankland 64’ | Marcatori | 4’ O'Riley 23’ Maeda 51’ Furuhashi 81’ Iwata |

| Edimburgo 28 ottobre 2023, ore 15:00 BST 10ª giornata | Hibernian | 0 – 0 referto | Celtic | Easter Road Stadium (18 548 spett.)\| Arbitro: \| Muir \| |
| Arbitro:                                              | Muir      |               |        |                                                           |

| Arbitro: | Beaton |

|                     |           |              |
| Turnbull 18’ Oh 83’ | Marcatori | 7’ McMenamin |

| Arbitro: | Munro |

|  |           |                                      |
|  | Marcatori | 45+7’ Turnbull 78’ Palma 83’ Forrest |

| Arbitro: | Collum |

|                                                                         |           |  |
| Yang 9’ Furuhashi 16’ Palma 77’ (rig.) Turnbull 90+2’ Oh 90+6’ Oh 90+9’ | Marcatori |  |

| Arbitro: | McLean |

|                     |           |           |
| Turnbull 86’ (rig.) | Marcatori | 90’ Obika |

| Arbitro: | Robertson |

|               |           |                                        |
| Jaiyesimi 40’ | Marcatori | 67’ McGregor 79’ O'Riley 90+3’ Forrest |

| Arbitro: | Beaton |

|                                           |           |            |
| Oh 5’ O'Riley 36’ Palma 51’ (rig.) Oh 55’ | Marcatori | 72’ Doidge |

| Arbitro: | Munro |

|                                 |           |             |
| Phillips 75’ (aut.) Kennedy 87’ | Marcatori | 33’ O'Riley |

| Arbitro: | Clancy |

|  |           |                            |
|  | Marcatori | 15’ Shankland 30’ Kingsley |

| Arbitro: | MacDermid |

|                          |           |  |
| Furuhashi 46’ Scales 51’ | Marcatori |  |

| Arbitro: | Robertson |

|  |           |                                                |
|  | Marcatori | 52’ Paulo Bernardo 83’ Johnston 90+1’ Johnston |

| Arbitro: | Walsh |

|                                  |           |               |
| Paulo Bernardo 25’ Furuhashi 47’ | Marcatori | 88’ Tavernier |

| Arbitro: | Munro |

|  |           |                                |
|  | Marcatori | 1’ Maeda 6’ O'Riley 60’ Taylor |

| Arbitro: | Anderson |

|                |           |  |
| A. Johnston 1’ | Marcatori |  |

| Arbitro: | McLean |

|             |           |          |
| Miovski 50’ | Marcatori | 63’ Kühn |

| Arbitro: | Walsh |

|            |           |                     |
| Levitt 60’ | Marcatori | 10’ Idah 90+2’ Idah |

| Arbitro: | Beaton |

|               |           |              |
| Furuhashi 32’ | Marcatori | 90+2’ Watson |

| Arbitro: | Collum |

|             |           |                                 |
| Spittal 43’ | Marcatori | 51’ Idah 90+4’ Idah 90+7’ Palma |

| Arbitro: | MacDermid |

|                                                                                      |           |            |
| Carter-Vickers 7’ Idah 18’ O'Riley 22’ Maeda 30’ Taylor 36’ McGregor 45+6’ Kelly 63’ | Marcatori | 84’ Mellon |

| Arbitro: | Robertson |

|                                |           |  |
| Grant 43’ (rig.) Shankland 56’ | Marcatori |  |

| Arbitro: | Anderson |

|                                    |           |           |
| Furuhashi 40’ Kühn 46’ Forrest 68’ | Marcatori | 81’ Smith |

| Arbitro: | Robertson |

|  |           |                                                   |
|  | Marcatori | 49’ (aut.) Brandon 72’ Paulo Bernardo 82’ O'Riley |

| Arbitro: | Beaton |

|                                             |           |                               |
| Tavernier 55’ (rig.) Sima 86’ Matondo 90+3’ | Marcatori | 1’ Maeda 34’ O'Riley 88’ Idah |

| Arbitro: | McLean |

|                                   |           |  |
| Hatate 52’ Furuhashi 60’ Idah 86’ | Marcatori |  |

#### Poule Scudetto
| Arbitro: | Beaton |

|              |           |                         |
| Portales 74’ | Marcatori | 30’ Forrest 67’ Forrest |

| Arbitro: | Clancy |

|                                               |           |  |
| Furuhashi 4’ Furuhashi 21’ O'Riley 87’ (rig.) | Marcatori |  |

| Arbitro: | Collum |

|                                  |           |             |
| O'Riley 35’ Lundstram 38’ (aut.) | Marcatori | 40’ Dessers |

| Arbitro: | Robertson |

|  |           |                                                       |
|  | Marcatori | 5’ Idah 12’ Maeda 35’ Forrest 51’ O'Riley 71’ O'Riley |

| Arbitro: | MacDermid |

|                                     |           |                             |
| O'Riley 21’ Furuhashi 37’ Palma 86’ | Marcatori | 7’ O'Hara 24’ (rig.) O'Hara |

### Scottish Cup
| Glasgow 21 gennaio 2024, ore 16:00 GMT Quarto turno                                            | Celtic    | 5 – 0 referto | Buckie Thistle | Celtic Park |
| \| \| \| \| \| Paulo Bernardo 25’ Holm 33’ Furuhashi 42’ Palma 50’ Vata 76’ \| Marcatori \| \| |           |               |                |             |
|                                                                                                |           |               |                |             |
| Paulo Bernardo 25’ Holm 33’ Furuhashi 42’ Palma 50’ Vata 76’                                   | Marcatori |               |                |             |

| Arbitro: | Dickinson |

|  |           |                         |
|  | Marcatori | 15’ Furuhashi 53’ Maeda |

| Arbitro: | Collum |

|                                              |           |                      |
| Maeda 7’ Maeda 22’ Maeda 86’ Furuhashi 90+5’ | Marcatori | 12’ Mackay 54’ Yengi |

| Arbitro: | Robertson |

|                                                        |                      |                                                       |
| Miovski 2’ Sokler 90’ MacDonald 119’                   | Marcatori            | 21’ Kühn 63’ Forrest 105+1’ O'Riley                   |
| McGrath MacDonald Sokler Duncan Hoilett Milne Phillips | Tiri di rigore 5 – 6 | Idah Palma O'Riley Paulo Bernardo Hart Johnston Iwata |

| Arbitro: | Walsh |

|          |           |  |
| Idah 90’ | Marcatori |  |

### Scottish League Cup

#### Secondo turno
| Arbitro: | Muir |

|             |           |  |
| Watkins 59’ | Marcatori |  |

### Champions League

#### Fase a gironi
| Arbitro: | Peljto |

|                              |           |  |
| Stengs 45+2’ Jahanbakhsh 76’ | Marcatori |  |

| Arbitro: | Rumšas |

|               |           |                        |
| Furuhashi 12’ | Marcatori | 29’ Vecino 90+5’ Pedro |

| Arbitro: | Zwayer |

|                        |           |                          |
| Furuhashi 4’ Palma 28’ | Marcatori | 25’ Griezmann 53’ Morata |

| Arbitro: | Kružliak |

|                                                                             |           |  |
| Griezmann 6’ Morata 45+2’ Griezmann 60’ Samuel Lino 66’ Morata 76’ Saúl 84’ | Marcatori |  |

| Arbitro: | Meler |

|                           |           |  |
| Immobile 82’ Immobile 85’ | Marcatori |  |

| Arbitro: | Bastien |

|                                    |           |            |
| Palma 33’ (rig.) Lagerbielke 90+1’ | Marcatori | 82’ Minteh |

## Statistiche

### Statistiche di squadra
| Competizione         | Punti | In casa | In casa | In casa | In casa | In casa | In casa | In trasferta | In trasferta | In trasferta | In trasferta | In trasferta | In trasferta | Totale | Totale | Totale | Totale | Totale | Totale | DR  |
| Competizione         | Punti | G       | V       | N       | P       | Gf      | Gs      | G            | V            | N            | P            | Gf           | Gs           | G      | V      | N      | P      | Gf     | Gs     | DR  |
| -------------------- | ----- | ------- | ------- | ------- | ------- | ------- | ------- | ------------ | ------------ | ------------ | ------------ | ------------ | ------------ | ------ | ------ | ------ | ------ | ------ | ------ | --- |
| Scottish Premiership | 93    | 19      | 15      | 3       | 1       | 50      | 15      | 19           | 14           | 3            | 2            | 45           | 15           | 38     | 29     | 6      | 3      | 95     | 30     | +65 |
| Scottish Cup         | -     | 3       | 3       | 0       | 0       | 10      | 2       | 2            | 1            | 1            | 0            | 5            | 4            | 5      | 4      | 1      | 0      | 15     | 5      | +10 |
| Scottish League Cup  | -     | 0       | 0       | 0       | 0       | 0       | 0       | 1            | 0            | 0            | 1            | 0            | 1            | 1      | 0      | 0      | 1      | 0      | 1      | -1  |
| Champions League     | 4     | 3       | 1       | 1       | 1       | 5       | 5       | 3            | 0            | 0            | 3            | 0            | 10           | 6      | 1      | 1      | 4      | 5      | 15     | -10 |
| Totale               | -     | 25      | 19      | 4       | 2       | 65      | 22      | 25           | 15           | 4            | 6            | 50           | 27           | 50     | 34     | 8      | 8      | 115    | 51     | +64 |

### Andamento in campionato
Nota: dalla 34ª giornata sono considerati i risultati e la posizione in classifica del Championship Group.
| Giornata  | 1 | 2 | 3 | 4 | 5 | 6 | 7 | 8 | 9 | 10 | 11 | 12 | 13 | 14 | 15 | 16 | 17 | 18 | 19 | 20 | 21 | 22 | 23 | 24 | 25 | 26 | 27 | 28 | 29 | 30 | 31 | 32 | 33 | 34 | 35 | 36 | 37 | 38 |
| --------- | - | - | - | - | - | - | - | - | - | -- | -- | -- | -- | -- | -- | -- | -- | -- | -- | -- | -- | -- | -- | -- | -- | -- | -- | -- | -- | -- | -- | -- | -- | -- | -- | -- | -- | -- |
| Luogo     | C | T | C | T | C | T | T | C | T | T  | C  | T  | C  | C  | T  | C  | T  | C  | C  | T  | C  | T  | C  | T  | T  | C  | T  | C  | T  | C  | T  | T  | C  | T  | C  | C  | T  | C  |
| Risultato | V | V | N | V | V | V | V | V | V | N  | V  | V  | V  | N  | V  | V  | P  | P  | V  | V  | V  | V  | V  | N  | V  | N  | V  | V  | P  | V  | V  | N  | V  | V  | V  | V  | V  | V  |
| Posizione | 1 | 1 | 1 | 1 | 1 | 1 | 1 | 1 | 1 | 1  | 1  | 1  | 1  | 1  | 1  | 1  | 1  | 1  | 1  | 1  | 1  | 1  | 1  | 1  | 1  | 1  | 1  | 1  | 2  | 1  | 1  | 1  | 1  | 1  | 1  | 1  | 1  | 1  |

Legenda:

Luogo: C = Casa; T = Trasferta. Risultato: R = Rinviata; V = Vittoria; N = Pareggio; P = Sconfitta.

### Statistiche dei giocatori
| Giocatore         | Scottish Premiership | Scottish Premiership | Scottish Premiership | Scottish Premiership | Scottish Cup | Scottish Cup | Scottish Cup | Scottish Cup | Scottish League Cup | Scottish League Cup | Scottish League Cup | Scottish League Cup | Champions League | Champions League | Champions League | Champions League | Totale   | Totale | Totale      | Totale     |
| Giocatore         | Presenze             | Reti                 | Ammonizioni          | Espulsioni           | Presenze     | Reti         | Ammonizioni  | Espulsioni   | Presenze            | Reti                | Ammonizioni         | Espulsioni          | Presenze         | Reti             | Ammonizioni      | Espulsioni       | Presenze | Reti   | Ammonizioni | Espulsioni |
| ----------------- | -------------------- | -------------------- | -------------------- | -------------------- | ------------ | ------------ | ------------ | ------------ | ------------------- | ------------------- | ------------------- | ------------------- | ---------------- | ---------------- | ---------------- | ---------------- | -------- | ------ | ----------- | ---------- |
| L. Abada          | 9                    | 1                    | 0                    | 0                    | 1            | 0            | 0            | 0            | 1                   | 0                   | 0                   | 0                   | 0                | 0                | 0                | 0                | 11       | 1      | 0           | 0          |
| S. Bain           | 3                    | -1                   | 0                    | 0                    | 0            | 0            | 0            | 0            | 0                   | 0                   | 0                   | 0                   | 0                | 0                | 0                | 0                | 3        | -1     | 0           | 0          |
| A. Bernabei       | 8                    | 0                    | 1                    | 0                    | 1            | 0            | 1            | 0            | 0                   | 0                   | 0                   | 0                   | 0                | 0                | 0                | 0                | 9        | 0      | 2           | 0          |
| P. Bernardo       | 22                   | 3                    | 2                    | 0                    | 5            | 1            | 0            | 0            | 0                   | 0                   | 0                   | 0                   | 6                | 0                | 0                | 0                | 33       | 4      | 2           | 0          |
| C. Carter-Vickers | 25                   | 1                    | 0                    | 0                    | 2            | 0            | 0            | 0            | 0                   | 0                   | 0                   | 0                   | 4                | 0                | 1                | 0                | 31       | 1      | 1           | 0          |
| J. Forrest        | 22                   | 6                    | 0                    | 0                    | 3            | 1            | 0            | 0            | 0                   | 0                   | 0                   | 0                   | 3                | 0                | 0                | 0                | 28       | 7      | 0           | 0          |
| M. Frame          | 0                    | 0                    | 0                    | 0                    | 0            | 0            | 0            | 0            | 0                   | 0                   | 0                   | 0                   | 1                | 0                | 0                | 0                | 1        | 0      | 0           | 0          |
| K. Furuhashi      | 38                   | 14                   | 2                    | 0                    | 5            | 3            | 0            | 0            | 1                   | 0                   | 0                   | 0                   | 6                | 2                | 0                | 0                | 50       | 19     | 2           | 0          |
| J. Hart           | 37                   | -28                  | 1                    | 1                    | 5            | -5           | 1            | 0            | 1                   | -1                  | 0                   | 0                   | 6                | -15              | 0                | 0                | 49       | -49    | 2           | 1          |
| R. Hatate         | 16                   | 3                    | 1                    | 0                    | 2            | 0            | 0            | 0            | 0                   | 0                   | 0                   | 0                   | 3                | 0                | 0                | 0                | 21       | 3      | 1           | 0          |
| O. Thiago Holm    | 9                    | 0                    | 0                    | 0                    | 1            | 1            | 0            | 0            | 1                   | 0                   | 0                   | 0                   | 2                | 0                | 0                | 1                | 13       | 1      | 0           | 1          |
| A. Idah           | 15                   | 8                    | 1                    | 0                    | 3            | 1            | 1            | 0            | 0                   | 0                   | 0                   | 0                   | 0                | 0                | 0                | 0                | 18       | 9      | 2           | 0          |
| T. Iwata          | 19                   | 1                    | 1                    | 0                    | 2            | 0            | 0            | 0            | 0                   | 0                   | 0                   | 0                   | 3                | 0                | 0                | 0                | 24       | 1      | 1           | 0          |
| A. Johnston       | 32                   | 1                    | 5                    | 0                    | 4            | 0            | 0            | 0            | 0                   | 0                   | 0                   | 0                   | 6                | 0                | 2                | 0                | 42       | 1      | 7           | 0          |
| D. Kelly          | 4                    | 1                    | 1                    | 0                    | 2            | 0            | 0            | 0            | 0                   | 0                   | 0                   | 0                   | 0                | 0                | 0                | 0                | 6        | 1      | 1           | 0          |
| N. Kühn           | 14                   | 2                    | 1                    | 0                    | 4            | 1            | 2            | 0            | 0                   | 0                   | 0                   | 0                   | 0                | 0                | 0                | 0                | 18       | 3      | 3           | 0          |
| G. Lagerbielke    | 7                    | 0                    | 0                    | 0                    | 0            | 0            | 0            | 0            | 1                   | 0                   | 0                   | 0                   | 2                | 1                | 2                | 1                | 10       | 1      | 2           | 1          |
| D. Maeda          | 28                   | 6                    | 3                    | 0                    | 3            | 4            | 1            | 0            | 1                   | 0                   | 0                   | 0                   | 4                | 0                | 0                | 1                | 36       | 10     | 4           | 1          |
| C. McGregor       | 35                   | 2                    | 5                    | 0                    | 3            | 0            | 1            | 0            | 1                   | 0                   | 1                   | 0                   | 6                | 0                | 1                | 0                | 45       | 2      | 8           | 0          |
| M. Nawrocki       | 10                   | 0                    | 2                    | 0                    | 2            | 0            | 0            | 0            | 1                   | 0                   | 0                   | 0                   | 0                | 0                | 0                | 0                | 13       | 0      | 2           | 0          |
| H.-G. Oh          | 20                   | 5                    | 1                    | 0                    | 1            | 0            | 0            | 0            | 0                   | 0                   | 0                   | 0                   | 5                | 0                | 0                | 0                | 26       | 5      | 1           | 0          |
| M. O'Riley        | 37                   | 18                   | 3                    | 0                    | 5            | 1            | 0            | 0            | 1                   | 0                   | 0                   | 0                   | 6                | 0                | 1                | 0                | 49       | 19     | 4           | 0          |
| L. Palma          | 28                   | 7                    | 2                    | 0                    | 3            | 1            | 1            | 0            | 0                   | 0                   | 0                   | 0                   | 5                | 2                | 3                | 0                | 36       | 10     | 6           | 0          |
| N. Phillips       | 6                    | 0                    | 1                    | 0                    | 0            | 0            | 0            | 0            | 0                   | 0                   | 0                   | 0                   | 2                | 0                | 1                | 0                | 8        | 0      | 2           | 0          |
| A. Ralston        | 16                   | 0                    | 0                    | 0                    | 1            | 0            | 0            | 0            | 1                   | 0                   | 1                   | 0                   | 0                | 0                | 0                | 0                | 18       | 0      | 1           | 0          |
| L. Scales         | 34                   | 1                    | 5                    | 0                    | 5            | 0            | 0            | 0            | 0                   | 0                   | 0                   | 0                   | 6                | 0                | 0                | 0                | 45       | 1      | 5           | 0          |
| G. Taylor         | 35                   | 3                    | 4                    | 0                    | 4            | 0            | 1            | 0            | 1                   | 0                   | 0                   | 0                   | 6                | 0                | 3                | 0                | 46       | 3      | 8           | 0          |
| M. Tilio          | 2                    | 0                    | 0                    | 0                    | 0            | 0            | 0            | 0            | 0                   | 0                   | 0                   | 0                   | 0                | 0                | 0                | 0                | 2        | 0      | 0           | 0          |
| R. Vata           | 1                    | 0                    | 0                    | 0                    | 1            | 1            | 1            | 0            | 0                   | 0                   | 0                   | 0                   | 0                | 0                | 0                | 0                | 2        | 1      | 1           | 0          |
| S. Welsh          | 10                   | 0                    | 1                    | 0                    | 2            | 0            | 0            | 0            | 0                   | 0                   | 0                   | 0                   | 1                | 0                | 0                | 0                | 13       | 0      | 1           | 0          |
| H.-J. Yang        | 24                   | 1                    | 1                    | 1                    | 2            | 0            | 0            | 0            | 1                   | 0                   | 0                   | 0                   | 4                | 0                | 1                | 0                | 31       | 1      | 2           | 1          |
| S. Hakšabanović   | 1                    | 0                    | 0                    | 0                    | 0            | 0            | 0            | 0            | 1                   | 0                   | 0                   | 0                   | 0                | 0                | 0                | 0                | 2        | 0      | 0           | 0          |
| M. Johnston       | 9                    | 2                    | 0                    | 0                    | 0            | 0            | 0            | 0            | 0                   | 0                   | 0                   | 0                   | 2                | 0                | 0                | 0                | 11       | 2      | 0           | 0          |
| C. Starfelt       | 1                    | 0                    | 0                    | 0                    | 0            | 0            | 0            | 0            | 0                   | 0                   | 0                   | 0                   | 0                | 0                | 0                | 0                | 1        | 0      | 0           | 0          |
| D. Turnbull       | 16                   | 7                    | 2                    | 0                    | 0            | 0            | 0            | 0            | 1                   | 0                   | 0                   | 0                   | 2                | 0                | 0                | 0                | 19       | 7      | 2           | 0          |